# سلمان أكبر
سلمان أكبر هو فنان الخط العربي ولد في المنامة عام 1380 هـ/1961م ونشأ بها، تلقى تعليمه الابتدائي والإعدادي والثانوي وتخرج من المرحلة الثانوية (القسم العلمي) عام 1978م. عمل بعد تخرجه في وزارة الإسكان، وهو متزوج وأب لأربعة أبناء.

## دراسته وتعلّمه لفنون الخط
بدأ بداياته الخطية بكراسة هاشم محمد البغدادي، واعتمد عليها كنقطة انطلاق.
ارتبط بالخطاط حسن أميري وأخذ هذا الآخر يوجهه فنياً، ويبدي له آراءه، مما كان له الأثر الكبير في صقل توجهه الخطي، لكن اعتماده على نفسه بالمثابرة والاستمرارية والصبر الدؤوب على محاولة اتقان الخط كان العامل الأساسي في تنامي قدراته الفنية.
يُعتبر الخطاط الأستاذ حسن أميري نافذته التي أطل منها على رحاب فن الخط العربي ورموزه، فقد تعرّف من خلاله على فنان الخط العربي الخطاط عبد الإله العرب عام 1987م وبعده بالخطاط محمد البحارنة كما التقى بالخطاط محمد بشر أستاذ محمد أوزجاي تلميذ الخطاط العبقري حامد الآمدي.
سعى جاهداً للقاء حامد الآمدي قبل وفاته، لكنه لم يُوفق للقائه بسبب وفاته، ثم راسل خطاط مصر القدير سيد إبراهيم وأرسل إليه بعض أعماله الخطية بواسطة الخطاط عبد الإله العرب وكان عمره آنذاك ثمانية عشر عاماً فاستحسن الأستاذ خطه وأبدى رأيه وكتب له ذلك بخط يده.
كما راسله الخطاط العراقي جاسم النجفي والتقى بالخطاط ناصر عبد العزيز الميمون من المملكة العربية السعودية أثناء إقامة معرض مجلس التعاون الخليجي الذي أُقيم عام 1996م في البحرين.
أخذ الخطاط أكبر بالجد والبحث والاجتهاد متتبعًا أصول الخط وأسراره فاخذه من مصادره الأولى باذلًا بذلك كل جهده ووقته، مما أهله لنيل مراتب متقدمه في الكثير من المسابقات الدولية، والمحافل الفنية، حتى أصبح لخطه أسلوب ورونق خاص.
اشترك الخطاط أكبر في مسابقات كثيرة كالمسابقة الدولية الثانية (ياقوت المستعصمي) وفاز فيها بجائزة، والمسابقة الدولية الثانية (ابن البواب) في تركيا وفاز بنوعين من الخطوط الكلاسيكية هما خطُّ الإجازة وخطُّ الجلي الديواني، كما اشترك في معارض فنية منها: المعرض الإسلامي (القرن الخامس عشر) 1400هـ - معرض الفنون التشكيلية الذي لم يكن عضوًا فيها، كما ساهم بالتدريس في مدرسة الخط العربي مع الخطاط عبد الإله العرب لفترة. وممن تلقوا تعليمهم على يديه محمد رضا الستري وعبد العزيز الجمري وسيد عباس الساري من البحرين.
يتميز الخطاط أكبر بسلامة ذوقه الفني، وتواضعه الجمّ والتزامه بقيمه الإسلاميّة، مما أكسب أعماله الفنيّة روحانية متناهية. والخطاط سلمان متعلق بالخطوط العربية بأنواعها الكلاسيكية وبأصولها الأكاديمية، ويحبذ من بينها خط الثلث والنسخ والفارسي، ولا يزال مرتبطاً بفنه. ذلك هو الخطاط سلمان أكبر، الخطاط المعروف لدى رموز الفن في الوطن الإسلامي والعربي.

## المعارض والتدريب
قام بتدريب العديد من الخطاطين في دولة البحرين ودول المغرب العربي والأردن وإيران، كما وشارك في العديد من المعارض المحلية والدولية، في البحرين ودول مجلس التعاون وتركيا، منها.
- المعرض الإسلامي 1400هـ
- معرض الفنون التشكيلية 1989م
- معرض شخصي – دولة الكويت

## المسابقات التي شارك فيها
شارك عدة مرات في المسابقة السنوية الدولية لفن الخط العربي في تركيا والتي تقام عادة باسم أحد أعلام الخط العربي منها
- مسابقة ياقوت المستعصمي – حصل خلالها على جائزة تشجيعية
- مسابقة ابن البواب – حصل خلالها على جائزتين في خطي الإجازة والديواني
- مسابقة حمد الله الآماسي
- مسابقة سيد إبراهيم
- مسابقة مير عماد الحسني

## الجوائز والمساهمات
- حصل على جائزة السعفة الذهبية في مجال الخط العربي بدولة قطر.
- له العديد من المساهمات الفنية في البحرين وخارجها، كما ساهم في خط وتزين العديد من المساجد.

## وصلات خارجية
- الخط العربي بالقطيف
- حوار مع الخطاط سلمان أكبر